# Выборы в Сенат Чехии (1998)
Выборы в Сенат Чехии 1998 года проходили 13 — 14 ноября 1998 года (1 тур) и 20 — 21 ноября 1998 года (2 тур). На выборах победила «Четырехпартийная коалиция» (Четырёхкоалиция, 4K, чеш. Čtyřkoalice).

## Избирательные округа
Выборы проходили в 27 избирательных округах по всей стране. Поскольку сенат обновляется лишь на треть, две трети населения Чехии не участвуют в выборах сенаторов.
Выборы проходили в избирательных округах: 1 — Карловы-Вары • 4 — Мост • 7 — Плзень-город • 10 — Чески-Крумлов • 13 — Табор • 16 — Бероун • 19 — Прага 11 • 22 — Прага 10 • 25 — Прага 6 • 28 — Мельник • 31 — Усти-над-Лабем • 34 — Либерец • 37 — Йичин • 40 — Кутна-Гора • 43 — Пардубице • 46 — Усти-над-Орлици • 49 — Бланско • 52 — Йиглава • 55 — Брно-город • 58 — Брно-город • 61 — Оломоуц • 64 — Брунталь • 67 — Нови-Йичин • 70 — Острава-город • 73 — Фридек-Мистек • 76 — Кромержиж • 79 — Годонин

## Предвыборная ситуация
После прошедших летом 1998 года парламентских выборов, на которых победила Чешская социал-демократическая партия (ČSSD), Чешская республика на несколько недель оказалась в правительственном кризисе, которое выражалось в невозможности составления нового коалиционного правительства. Первые переговоры по созданию правительства ČSSD, KDU-ČSL и Союза свободы, во главе с председателем KDU-ČSL Йозефом Люксом были сорваны после нежелания Союза Свободы вступать в правительство с социал-демократами. Вторые переговоры по созданию правительства ODS, KDU-ČSL и Союза свободы, были отвергнуты лидером гражданских демократов Вацлавом Клаусом, который не желал вступать в правительство с «предателями». После этого, ČSSD и ODS договорились о создании социал-демократическом правительстве меньшинства, которое поддерживалось в парламенте голосами гражданских демократов.
После этого, осенью 1998 года, представители Христианско-демократического союза — Чехословацкой народной партии (KDU-ČSL), Союза свободы (Unie svobody), Гражданского демократического альянса (ODA) и Демократического союза (DEU) договорились о создании «Четырехпартийной коалиции» (Четырёхкоалиция, 4K, чеш. Čtyřkoalice).

## Разделение округов перед выборами
| Партия | Партия                | Лидер          | Мандаты  |
| ------ | --------------------- | -------------- | -------- |
|        | ODS                   | Вацлав Клаус   | 13 из 27 |
|        | ČSSD                  | Милош Земан    | 5 из 27  |
|        | KDU-ČSL               | Йозеф Люкс     | 4 из 27  |
|        | ODA                   | Павел Братинка | 4 из 27  |
|        | Независимые кандидаты |                | 1 из 27  |

## Разделение округов после выборов
|        |                      |                     |          |
| Партия | Партия               | Лидер               | Мандаты  |
|        | Четырёхкоалиция (4K) | Йозеф Люкс          | 13 из 27 |
|        | ODS                  | Вацлав Клаус        | 9 из 27  |
|        | ČSSD                 | Милош Земан         | 3 из 27  |
|        | KSČM                 | Мирослав Гребеничек | 2 из 27  |